# Пятницкий сельский округ (Московская область)
Пятницкий сельский округ — упразднённая административно-территориальная единица, существовавшая на территории Солнечногорского района Московской области в 1994—2006 годах.
Пятницкий сельсовет был образован в первые годы советской власти. По данным 1919 года он входил в состав Пятницкой волости Звенигородского уезда Московской губернии.
14 января 1921 года Пятницкая волость была передана в Воскресенский уезд.
В 1924 году к Пятницкому с/с был присоединён Тимофеевский с/с, но уже в 1926 году он был выделен обратно. Тогда же из Пятницкого с/с был выделен Рождественский с/с.
В 1926 году Пятницкий с/с включал сёла Пятница и Рождествено, деревни Костяево, Лыщево, Негаево, Поповка и Тимофеево, а также больницу, детскую колонию и агропункт.
В 1929 году Пятницкий с/с был отнесён к Солнечногорскому району Московского округа Московской области. При этом к нему были присоединены Рождественский и Рыбловский с/с.
10 августа 1934 года к Пятницкому с/с были присоединены селения Костяево и Тимофеево упразднённого Тимофеевского с/с.
17 июля 1939 года Пятницкий с/с был упразднён, а его селения (Исаково и Пятница) переданы в Бережковский с/с.
30 сентября 1960 года Пятницкий с/с был восстановлен путём объединения Бережковского с/с и селения Лопотово упразднённого Куриловского с/с.
26 декабря 1962 года Солнечногорский район был переименован в Солнечногорский сельский, в состав которого вошёл Пятницкий с/с.
31 августа 1963 года из Пятницкого с/с в Обуховский были переданы селение Якиманское и посёлок Ленинской больницы.
21 ноября 1964 года Солнечногорский сельский район был переименован в Солнечногорский, в состав которого вошёл Пятницкий с/с.
30 июня 1969 года из Пятницкого с/с в Обуховский были переданы селения Логиново и Татищево.
22 января 1987 года из Пятницкого с/с в Соколовский с/с были переданы селения Бережки, Миронцево и Похлебайки.
3 февраля 1994 года Пятницкий с/с был преобразован в Пятницкий сельский округ.
В ходе муниципальной реформы 2004—2005 годов Пятницкий сельский округ прекратил своё существование как муниципальная единица. При этом все его населённые пункты были переданы в сельское поселение Соколовское.
29 ноября 2006 года Пятницкий сельский округ исключён из учётных данных административно-территориальных и территориальных единиц Московской области.